# Brenneria salicis
Brenneria salicis là tên của một loài vi khuẩn gam âm gây bệnh trên cây cối. Loài vi khuẩn này gây ra bệnh "ngấn nước" trên cây liễu. Căn bệnh này khiến cho mạch gỗ của cây không thể lưu thông, làm trở ngại sự tuần hoàn. Dấu hiệu đầu tiên của cây là lá bị héo hoặc khô đi trên khắp nhánh cây. Tại vị trí bị tắt nghèn bị ứ nước và ta có thể thấy rõ được nó và vùng gỗ ấy chuyển màu rõ rệt sang màu nâu cam.
Loài liễu Salix alba thì cực kì nhạy cảm với bệnh này như loài Salix fragilis thì hoàn toàn ngược lại. Giống lai của 2 loài này thì mức độ nhạy cảm ở khoảng giữa.

## Vật chủ
Những loài cây thuộc chi Salix thì rất nhạy cảm với bệnh mà loài vi khuẩn này gây ra. Đặc trưng của loại bệnh này là sống ở những vùng đất thấp. Tuy nhiên, ta cũng có thể bắt gặp loại bệnh này khi đang ở trên những vùng núi của Nhật Bản.
Tại nơi chúng tập trung, những cái nhánh sẽ héo đi và chuyển sang màu nâu đỏ.

## Kìm hãm
Chúng lây bệnh bằng những bộ phận của những cái cây bị bệnh trước đó và thông qua vết thương hở trên vỏ cây. Cách để kìm hãm loại bệnh mà vi khuẩn này gây ra tốt nhất là loại bỏ những cây bị nhiễm bệnh. Những cái cây ấy sẽ bị đốn hạ và những gì còn sót lại của nó sẽ bị thiêu. Và không có cá thể nào có thể sống sót sau khi bị bệnh.